# Centese Calcio 1994-1995
Questa pagina raccoglie le informazioni riguardanti la Centese Calcio nelle competizioni ufficiali della stagione 1994-1995.

## Rosa
| N. |                   | Ruolo | Calciatore          |
| -- | ----------------- | ----- | ------------------- |
|    | Italia (bandiera) | C     | Luca Albieri        |
|    | Italia (bandiera) | C     | Alessandro Baiesi   |
|    | Italia (bandiera) | P     | Biscione Dino       |
|    | Italia (bandiera) | P     | Maurizio Bonati     |
|    | Italia (bandiera) | D     | Terry Cavazzana     |
|    | Italia (bandiera) | D     | Roberto Civolani    |
|    | Italia (bandiera) | D     | Alberto Conti       |
|    | Italia (bandiera) | P     | Mauro Drigo         |
|    | Italia (bandiera) | C     | Giuseppe Felice     |
|    | Italia (bandiera) | A     | Marco Gabbriellini  |
|    | Italia (bandiera) | D     | Andrea Govoni       |
|    | Italia (bandiera) | C     | Giuseppe Martinelli |
|    | Italia (bandiera) | D     | Gianni Marzocchi    |
|    | Italia (bandiera) | C     | Ulisse Masolini     |

| N. |                   | Ruolo | Calciatore         |
| -- | ----------------- | ----- | ------------------ |
|    | Italia (bandiera) | D     | Francesco Menghini |
|    | Italia (bandiera) | A     | Andrea Montinaro   |
|    | Italia (bandiera) | D     | Giuseppe Morsico   |
|    | Italia (bandiera) | C     | Fabio Novelli      |
|    | Italia (bandiera) | A     | Raffaele Olimpio   |
|    | Italia (bandiera) | D     | Marco Orsi         |
|    | Italia (bandiera) | C     | Alessandro Ricci   |
|    | Italia (bandiera) | A     | Matteo Righi       |
|    | Italia (bandiera) | C     | Daniele Russo      |
|    | Italia (bandiera) | P     | Massimiliano Samsa |
|    | Italia (bandiera) | D     | Luigino Sandrin    |
|    | Italia (bandiera) | D     | Mirko Tomei        |
|    | Italia (bandiera) | D     | Luca Zoni          |